# Aiguillage (film)
Pour plus de détails, voir Fiche technique et Distribution.
Aiguillage (Rotaie) est un film italien réalisé par Mario Camerini, sorti en 1930.
Tourné dans les studios de la Farnesina en 1930, il a ensuite été sonorisé avec le système Gaumont-Petersen-Poulsen et distribué en version sonore en mars 1931.
Le film de Camerini, avec Sole de Alessandro Blasetti, marque le début de la « renaissance » du cinéma italien, après la crise des années 1920,.

## Synopsis
Deux jeunes mariés à l'encontre de la volonté des familles se réfugient dans un petit hôtel proche de la gare de chemin de fer. Ils n'ont pas l'argent pour payer la chambre et projettent de se suicider au cours de la nuit.
Le courant d'air occasionné par le passage d'un train ouvre la fenêtre et fait tomber le verre qui contenait le poison qui aurait dû leur permettre de se tuer. Ils comprennent qu'ils sont sur la mauvaise voie et fuient dans la nuit pluvieuse. Ils cherchent abri dans la gare où ils trouvent un portefeuille plein de billets de banque.
Ils montent dans un train pour Sanremo et cherchent la fortune en jouant au casino. Bien rapidement ils se retrouvent à nouveau sans le sou. Le jeune homme est pris sur le fait alors qu'il cherche à s'approprier les fiches d'un riche joueur qui fait mine de l'aider, mais en réalité en échange veut passer la nuit avec la jeune mariée. Au début, les deux jeunes cèdent au chantage, mais au dernier moment ils se soustraient et, laissant l'argent reçu, montent à bord d'un train sans en connaître la destination.
Dans la voiture de troisième classe, ils rencontrent la générosité des autres voyageurs, qui, malgré leur pauvreté, partagent avec eux leur maigre repas. Le jeune homme trouve du travail à l'usine et le couple changera de vie.

## Fiche technique
- Titre original : Rotaie
- Titre français : Aiguillage[3]
- Réalisation : Mario Camerini
- Scénario : Corrado D'Errico
- Direction artistique : Umberto Torri
- Mise en scène : Daniele Crespi et Umberto Torri
- Photographie : Ubaldo Arata
- Montage : Mario Camerini
- Musique : Marcel Lattès, Nuccio Fiorda (chanson Mara dans la version sonorisée)
- Production : Giovanni Agnesi
- Société(s) de production : SACIA
- Société(s) de distribution : SACIA
- Pays d'origine : Royaume d'Italie
- Langue originale : italien
- Format : noir et blanc — muet (version de 1930), parlant (version de 1931)
- Genre : Film dramatique
- Durée : 89 minutes
- Dates de sortie :
  - Royaume d'Italie : 1929 (version muette), mars 1931 (version sonorisée)
  - France : 16 août 1940 (Marseille)[3]

## Distribution
- Käthe von Nagy : la jeune fille
- Maurizio D'Ancora: Giorgio, son époux
- Daniele Crespi : Jacques Mercier
- Aldo Moschino : un ami de Jacques, joueur au casino
- Carola Pia Lotti : la jeune fille blonde, sa compagne
- Mario Camerini : un joueur à la roulette
- Guido Celano[4]

## Réception par la critique
Enrico Roma écrit dans Cinema Illustrazione du 25 mars 1931 :

« (...) voici encore une preuve éclatante que l'Italie peut désormais se mettre en compétition avec la cinématographie étrangère et vaincre sa bataille finale. (...) Dans Rotaie, nous admirons avant tout la technique, impeccable sous tous les aspects, l'harmonie, la transition et les proportions entre les différentes parties, l'eurythmie du montage, la sobriété des décorations et ornements, ainsi que la parfaite fusion entre sujet et réalisation, entre interprétation artistique et technique. (...) Camerini a fait le grand saut qui le portera loin, pourvu qu'on lui en donne les moyens nécessaires et la liberté de mouvement. (...). »

## Restauration
Le film a été représenté, restauré numériquement, au Festival international du film de Rome 2011. La bande son originale, qui n'avait pas été approuvée par le réalisateur, et dont on a perdu la trace, a été remplacée par de la musique moderne jouée in vivo.